# Топорець
Топорець (словац. Toporec) — село в Словаччині, Кежмарському окрузі Пряшівського краю. Розташоване на півночі східної Словаччини в північно-західній частині Попрадської угловини.
У селі є римо-католицький костел з 1326 року та протестантський костел 1770—1780 рр.

## Історія
Вперше село згадується у 1277 році.

## Цікаві факти
30 січня 1818 року в цьому селі народився Артур Гьоргей — відомий угорський воєначальник та революціонер за походженням карпатський німець

## Населення
| Рік:            | 1993 | 2003     | 2013     | 2023    |
| --------------- | ---- | -------- | -------- | ------- |
| Кількість осіб: | 1479 | 1679     | 1879     | 2039    |
| Різниця:        |      | +13,52 % | +11,91 % | +8,51 % |

| Рік:            | 2022 | 2023    |
| --------------- | ---- | ------- |
| Кількість осіб: | 2043 | 2039    |
| Різниця:        |      | -0,19 % |

У селі проживає 1839 осіб.
Національний склад населення (за даними останнього перепису населення — 2001 року):
- словаки — 68,43 %
- цигани — 30,46 %
- поляки — 0,31 %
- чехи — 0,12 %
- угорці — 0,12 %

Склад населення за приналежністю до релігії станом на 2001 рік:
- римо-католики — 98,46 %
- протестанти — 0,18 %
- греко-католики — 0,06 %
- не вважають себе віруючими або не належать до жодної вищезгаданої церкви — 1,17 %